# صندوق سهام
صندوق سهام، (به انگلیسی: stock fund) یک طرح سرمایه‌گذاری جمعی متشکل از سهام سرمایه یا اوراق بهادار است، که استفاده می‌گردند، تا پول سرمایه‌گذاران را مشمول رشد نمایند. صندوق سهام معمولاً مخاطره آمیزتر از صندوق اوراق قرضه می‌باشد. (اگر چه صندوق‌های اوراق قرضه خاص، بسیار ریسک آلود هستند)
صندوق‌های سرمایه‌گذاری بازار پول و اوراق قرضه به طور نمونه بازدهی تنها معادل یک تا دو درصد بالای نرخ تورم ایجاد می‌کنند، در حالی که صندوق‌های سهام، در همان مدت زمان، بازده بیشتری به بار می‌آورند.